# Presidentvalet i Albanien 2002

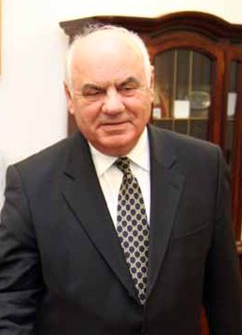
Alfred Moisiu 2009

Presidentvalet i Albanian 2002 ägde rum den 24 juni 2002. Resultatet blev att valets enda kandidat, Alfred Moisiu, godkändes av parlamentet, People's Assembly, med  97 röster för mot 19 röster emot. Den 24 juli 2002 svors han in som president för en femårsperiod.

## Valresultat
| Presidentvalet i Albanien 2002 |    |
| Röster för Alfred Moisiu       | 97 |
| Röster mot Alfred Moisiu       | 19 |
| Avstod                         | 14 |
| Icke giltiga valsedlar         | 4  |